# Erik van Dijk
Erik van Dijk (Schoonhoven, 4 mei 1974) is een Nederlands sportverslaggever. Hij is vanaf maart 2004 werkzaam bij NOS Studio Sport als verslaggever en commentator bij roeien, waterpolo, basketbal, handbal en bobsleeën. Vanaf het seizoen 2014/2015 is hij een van de vaste schaatscommentatoren, naast Herbert Dijkstra en Martin Hersman.
Van Dijk studeerde op de Fontys Hogeschool Journalistiek in Tilburg. Zijn carrière begon bij RTV Rijnmond. In 1998 stapte hij over naar de NOS in de rol van beeldredacteur.
Zijn debuut op een groot toernooi als commentator/verslaggever was tijdens de Olympische Zomerspelen 2004 bij het roeien. Bekend is Van Dijk vooral van het becommentariëren van de finale van het waterpolo op de Olympische Zomerspelen 2008, toen de Nederlandse dameswaterpoloploeg goud won. Daarnaast was hij in 2012 samen met Mart Smeets commentator bij de basketbalfinale op de Olympische Spelen. In 2016 was Van Dijk ook op de Spelen aanwezig als tv-commentator van het roeien en radio-commentator bij handbalwedstrijden.
In de winter was Van Dijk verantwoordelijk voor de bobsporten: bobsleeën, rodelen en skeleton. Hier deed hij verslag van op de Olympische Winterspelen 2006, de Olympische Winterspelen 2010 en de Olympische Winterspelen 2014. In de winter van 2014 volgde Van Dijk Frank Snoeks op als vaste schaatscommentator. In die rol was hij aanwezig op de Olympische Winterspelen 2018. Vanaf 2005 maakte hij al schaatsreportages en hield hij interviews tijdens grote toernooien. Hij was ook weer actief als commentator tijdens de Olympische Winterspelen van 2022. 
Ook was hij als verslaggever actief op het Europees kampioenschap voetbal 2008, het wereldkampioenschap voetbal 2010 en het wereldkampioenschap voetbal 2014.